# Fosterella kroemeri
Fosterella kroemeri är en gräsväxtart som beskrevs av Ibisch, R.Vásquez och J.Peters. Fosterella kroemeri ingår i släktet Fosterella och familjen Bromeliaceae.
Artens utbredningsområde är Bolivia. Inga underarter finns listade i Catalogue of Life.